# Frank Rollmer
Frank Rollmer war ein französischer Filmproduzent.

## Biografie
Rollmer war in den 1930er Jahren Filmproduzent und produzierte vor allem 1937 mit Albert Pinkovitch für die Filmproduktionsgesellschaft Réalisation d'art cinématographique (RAC) den von Jean Renoir inszenierten Film Die große Illusion (La grande illusion, 1937). Hierfür waren er und Pinkovitch bei der Oscarverleihung 1939 für den Oscar für den besten Film nominiert.